# Methadone
Methadone, tên thương hiệu là Dolophine và các tên khác, là một thuốc giảm đau nhóm opioid dùng để giảm đau 
và dùng làm phương pháp điều trị duy trì hoặc để giúp giải độc cho người bị phụ thuộc vào opioid. Quá trình giải độc có thể xảy ra tương đối nhanh chóng trong vòng chưa đầy một tháng hoặc dần dần trong vòng sáu tháng. Một liều methadone duy nhất có tác dụng nhanh chóng, nhưng hiệu quả tối đa có thể mất năm ngày sử dụng liên tục. Tác dụng kéo dài khoảng sáu giờ sau khi uống liều duy nhất và một ngày rưỡi sau khi đã sử dụng lâu dài. Methadone được đưa vào cơ thể bằng đường miệng hoặc tiêm vào bắp thịt hoặc tĩnh mạch.
Tác dụng phụ của methadone tương tự như của các thuốc opioid khác. Thường những tác dụng phụ này bao gồm chóng mặt, buồn ngủ, buồn nôn, đổ mồ hôi. Các nguy hiểm nghiêm trọng bao gồm chứng lạm dụng opioid hoặc khó thở. Rối loạn nhịp tim cũng có thể xảy ra bao gồm hội chứng QT kéo dài. 
Số người chết liên quan đến ngộ độc methadone ở Hoa Kỳ là 4.418 trong năm 2011, chiếm 26% tổng số ca tử vong do ngộ độc opioid. Rủi ro là lớn hơn với liều sử dụng cao hơn. Methadone được sản xuất theo phương pháp tổng hợp hóa học và tác động lên các thụ thể opioid.
Methadone được Gustav Ehrhart và Max Bockmühl tổng hợp tại Đức vào khoảng năm 1937-1939 và được chấp thuận cho sử dụng tại Hoa Kỳ vào năm 1947. Methadone nằm trong Danh sách các thuốc thiết yếu của WHO, 
chứa các loại thuốc quan trọng nhất cần thiết trong một hệ thống y tế cơ bản. Trên toàn thế giới vào năm 2013, khoảng 41.400 kg methadone đã được sản xuất. Việc sử dụng chất này được quy định tương tự các chất ma túy khác. Tại Mỹ chất này không quá đắt để mua sử dụng.